# Seznam zápasů československé a australské hokejové reprezentace
Mezi československou a australskou hokejovou reprezentací se odehrál jediný hokejový zápas. Uskutečnil se na ZOH 1961 ve Squaw Valley. Zajímavostí tohoto zápasu je, že proti sobě nastoupily bratři Tikalové. František za Československo, Zdeněk za Austrálii. 

## Lední hokej na olympijských hrách
| Datum utkání | Výsledek | Rok  | Místo        | Branky Československa |
| ------------ | -------- | ---- | ------------ | --- |
| 20.2.1960    | 18 : 1   | 1960 | Squaw Valley | 4x Jozef Golonka, 3x Miroslav Vlach, 3x Ján Starší, 2x Josef Černý, Václav Pantůček, Rudolf Potsch, Karel Gut, Vlastimil Bubník, Jaroslav Volf, Rudolf Potsch |

## Celková bilance vzájemných zápasů Československa a Austrálie
| Zápasy | Výhry | Remízy | Prohry | Skóre |
| ------ | ----- | ------ | ------ | ----- |
| 1      | 1     | 0      | 0      | 18:1  |